# 撣族諸邦
撣族諸邦（Shan States）是英屬緬甸時期對緬甸東北部大片地區的小王國的稱呼。撣族諸邦由世襲的撣族各紹帕統治，直到20世紀中期。
“撣族諸邦”一詞最初在英國統治緬甸時被用作緬甸某些地區的地緣政治名稱。當時英國殖民政府對其的官方稱謂是撣聯邦，其中包括克倫尼諸邦（包括今天的撣邦和克耶邦）。有些時候，也會使用「暹羅撣邦」來指代蘭納（今屬泰國），以「中國撣邦」來指代中國治下的西雙版納。
在蒲甘王朝時期，有部分撣族在緬甸北部建勐；那個時代的第一個主要撣王國於1215年在孟拱成立，隨後是1223年的孟乃。在蒙古人於1287年佔領蒲甘後，撣族的政治權力有所增加，而撣人在緬甸的北部到東部地區佔據了主導地位 - 從西北部的實皆省到現今的撣邦。
在13至16世紀，撣族諸邦是上緬甸政治的主導力量。最強的撣族政權是麓川，孟养和木邦，不斷襲擊上緬甸。麓川在1364年結束了實皆和彬牙王国，孟养領導的撣族聯盟於1527年奪取了阿瓦王國並統治了上緬甸直到1555年。
但撣族王國太過分散，無法抵抗大鄰國的侵犯。在北方，中國在14世紀80年代吞併了今天的雲南，在1440年代摧毀了最後的撣族抵抗力量孟卯。在南部，緬族的東吁王朝在1557年佔領了所有那些被稱為緬甸撣邦的撣族王國。儘管臣屬於伊洛瓦底江流域的緬甸王國的宗主權，但是撣族酋長保留下來很大程度的自治權。
當緬甸在1948年獲得獨立時，撣邦加入了緬甸聯邦，根據彬龍會議，他們有權脫離緬甸，然而，1962年奈溫的軍政府取消了撣邦和紹帕的世襲權利。這也是奈溫發動政變的原因，他聲稱這麼做是為了阻止緬甸聯邦的瓦解。